# خوزکار
خوزکار (به اسپانیایی: Júzcar) یک دهستان در اسپانیا است که در استان مالاگا واقع شده‌است. خوزکار ۳۳ کیلومتر مربع مساحت و ۲۲۱ نفر جمعیت دارد و ۶۰۰ متر بالاتر از سطح دریا واقع شده‌است.